# Omloop Het Volk 1951
L'Omloop Het Volk 1951 va ser la setena edició de l'Omloop Het Volk. La cursa es va disputar l'11 de març de 1951 amb inici i final a Gant. El vencedor fou Jean Bogaerts.

## Classificació general
| Posició | Ciclista                 | Temps      |
| ------- | ------------------------ | ---------- |
| 1       | Jean Bogaerts (BEL)      | 5h 35' 10" |
| 2       | Lionel Van Brabant (BEL) | + 1"       |
| 3       | Raymond Impanis (BEL)    | + 30"      |
| 4       | André Maelbrancke (BEL)  | + 35"      |
| 5       | André Declerck (BEL)     | + 35"      |
| 6       | Gino Sciardis (FRA)      | + 35"      |
| 7       | Valère Ollivier (BEL)    | + 35"      |
| 8       | Frans Loyaerts (BEL)     | + 35"      |
| 9       | Jules Depoorter (BEL)    | + 35"      |
| 9       | André Pieters (BEL)      | + 35"      |